# Oddycham
Oddycham – drugi album studyjny polskiego zespołu muzycznego Bednarek. Wydawnictwo ukazało się 29 maja 2015 roku nakładem wytwórni muzycznej Lou & Rocked Boys w dystrybucji Rockers Publishing. 22 maja album został udostępniony bezpłatnie w formie digital stream na kanale YouTube Lou & Rocked Boys. Nagrania zostały zarejestrowane w Tower Studio we Wrocławiu oraz Tuff Gong Studio w Kingston. Płyta została wyprodukowana przez Mariusza „Mario Activatora” Dziurawca z warszawskiego Studio As One.
Album dotarł do 2. miejsca polskiej listy przebojów – OLiS. Wydawnictwo uzyskało status platynowej płyty, przekraczając liczbę 30 tysięcy sprzedanych kopii.

## Lista utworów
Opracowano na podstawie materiału źródłowego.
| Nr  | Tytuł utworu                          | Długość |
| --- | ------------------------------------- | ------- |
| 1.  | „Sailing”                             | 3:28    |
| 2.  | „Euforia” (gościnnie: Staff)          | 3:25    |
| 3.  | „Up & Here” (gościnnie: Resoteric)    | 3:19    |
| 4.  | „Spragniony...”                       | 4:42    |
| 5.  | „Real Ting” (gościnnie: Junior Kelly) | 3:39    |
| 6.  | „Światło”                             | 3:28    |
| 7.  | „Chwile jak te” (gościnnie: Staff)    | 4:55    |
| 8.  | „Thinkin Twice”                       | 3:49    |
| 9.  | „Uciekam w Słowa”                     | 4:26    |
| 10. | „Leave this town”                     | 3:45    |
| 11. | „Podróż” (gościnnie: Kacezet)         | 4:47    |
| 12. | „Good Soul” (gościnnie: Albarosie)    | 5:08    |
| 13. | „List”                                | 4:52    |
|     |                                       | 53:43   |

## Pozycja na liście sprzedaży
| Kraj   | Lista (2015)              | Najwyższa pozycja |
| ------ | ------------------------- | ----------------- |
| Polska | Oficjalna Lista Sprzedaży | 2                 |

| Kraj   | Lista (2015)                    | Pozycja |
| ------ | ------------------------------- | ------- |
| Polska | Związek Producentów Audio-Video | 25      |

## Certyfikat
| Kraj          | Certyfikat      | Sprzedaż |
| ------------- | --------------- | -------- |
| Polska (ZPAV) | platynowa płyta | 30 000+  |

## Twórcy
Opracowano na podstawie materiału źródłowego.
| Zespół Bednarek w składzie - Piotr „Piter” Bielawski – gitara - Piotr „Zwierz” Stanclik – gitara basowa - Maciek Pilarz – perkusja - Radek Szyszkowski – instrumenty klawiszowe - Kamil Bednarek – wokal prowadzący Produkcja - Mariusz „Mario Activator” Dziurawiec – produkcja muzyczna, miksowanie, mastering - Jaroslaw „Smok” Smak – miksowanie, mastering |  | Dodatkowi muzycy - Staff, Alborosie, Junior Kelly, Kacezet, Resoteric – wokal - Maria Smith, Earl Smith jr., I Grades, Ania Mrożek, Rafał Żur – wokal wspierający - Dean Fraser, Radosław Drobczyk, Marcin Janek – saksofon - Ronald „Nambo” Robinson, Everald Gayle, Marcin Nyrek, Piotr Żarnoch – puzon - Everol „Stingwray” Wray, Kacper Skoneczny, Paweł Hulisz – trąbka - Denver Smith – instrumenty perkusyjne - Michał Jelonek – skrzypce - Funky Filon – scratche |